# Hippach
Hippach è un comune austriaco di 1 444 abitanti nel distretto di Schwaz, in Tirolo. Si trova nella Zillertal.